# La Peraleja
La Peraleja es un municipio y localidad española de la provincia de Cuenca, en la comunidad autónoma de Castilla-La Mancha. El término municipal, ubicado en la comarca de la Alcarria, tiene una población de 75 habitantes (INE 2024).

## Geografía
El municipio, perteneciente a la la Alcarria conquense, tiene una superficie de 34,91 km² y se encuentra enclavado en las proximidades de la serranía de Cuenca, a 16 km de Huete y a 54 km de la capital provincial.

## Historia
En el cercano paraje de Montuenga existen vestigios de asentamientos árabes, hoy completamente abandonados. Destacan las tumbas excavadas en las rocas y decenas de piezas de cerámica halladas en la zona.
El archiduque Carlos, pretendiente al trono de España y más tarde emperador germánico, creó en 1712 el Marquesado de Peraleja que concedió al hacendado del lugar, señor y regidor perpetuo de Huete, Juan José de Parada y Mendoza. Ostenta el título desde 2007  Manuel de Parada y Luca de Tena.
A mediados del siglo XIX, el lugar tenía contabilizada una población de 935 habitantes. Aparece descrito en el decimosegundo volumen del Diccionario geográfico-estadístico-histórico de España y sus posesiones de Ultramar de Pascual Madoz de la siguiente manera:

PERALEJA: v. con ayunt. en la prov., y dióc. de Cuenca (7 leg.), part. jud. de Huete (2 1/2), aud. terr. de Albacete (27), c. g. de Madrid (17). sit. en una ladera que mira al E. El clima es frio combatido por los vientos de N. y alguna vez del S. y las enfermedades mas comunes son calenturas intermitentes y algunos carbunclos en verano. Consta de 260 casas de mediana construccion; cárcel y casa de ayunt., escuela de ambos sexos concurrida por 25 niños y 15 niñas, dotada con 1,100 rs. del fondo de propios; igl. parr. (San Miguel Arcangel), servida por un cura de entrada y un sacristan, y 3 hermitas fuera tituladas Ntra. Sra del Monte, San José y San Francisco. El térm. confina por N. con Gascueña; E. Villanueva de Guadamejud; S. Bonilla, y O. Saceda del Rio y Valdelmoro del Rey: en su jurisd. se halla el desp. denominado La Poveda anejo de Portalrubio. El terreno disfruta de monte y llano; aquellos son yesosos y en estremo pelados á escepcion del ya citado donde se halla la ermita principal; la parte llana es bastante productiva y regada por el arroyo que cruza el térm. Los caminos son locales, y su estado malo. La correspondencia se recibe de Huete los lunes y jueves, y sale en los mismos dias. prod.: trigo, cebada, centeno, vino, aceite y azafran y mucha hortaliza; la cosecha de mas valor es la de aceite que sube á mas de 30,000 rs. cada año; se cria ganado lanar en abundancia, y caza de liebres, perdices y conejos. ind.: la agrícola y ganadería con un buen molino de aceite. comercio: la esportacion de aceite y granos, dedicándose algunos vec. á la recria de muletas que venden despues en los pueblos inmediatos. pobl.: 235 vec., 935 alm. cap. prod.: 1.299,160 rs. imp.: 64,958: el presupuesto municipal asciende á 3,000 rs. pagando de estos 100 ducados al secretario de ayunt. y cubriéndose con el producto del citado molino y otros arbitrios.
(Madoz, 1849, p. 800)

La Guerra Civil afectó de forma especial a la localidad. Enclavada en zona republicana durante todo el conflicto, en el pueblo había una mayoría de simpatizantes del bando sublevado. Por este motivo, el día 31 de julio de 1936 llegaron a La Peraleja unos camiones de milicianos marxistas desde Tarancón, realizando una dura persecución. En la noche de ese mismo día incendiaron la ermita de Nuestra Señora del Monte, de la que más tarde demolerían los muros y todo el edificio. Tanto en la ermita del Monte como en la iglesia parroquial fue profanado y destruido todo, excepto parte del archivo parroquial (imágenes, ornamentos, pilas de agua bendita y bautismo, altares, órgano...), obligando en algunos casos a los vecinos más devotos a presenciar y participar en la profanación. Fueron asesinadas 7 personas, entre ellas dos jornaleros, un albañil, el médico, el veterinario y su hijo estudiante.
Finalizada la guerra, los simpatizantes del bando sublevado se cebaron en el pueblo y provocaron varios fusilamientos y muchos procesos contra decenas de habitantes de la localidad. [cita requerida]
Vestigio de las tensiones de la época es la ermita del Monte, destruida durante la guerra y reconstruida en 1939, como se aprecia en una placa visible en la fachada del edificio. Dicha reconstrucción, diseño y dirección de obras corrió a cargo de José González Vaquero, natural de la localidad y albañil autodidacta que aplicó a sus numerosas obras en el municipio y en pueblos vecinos, los conocimientos adquiridos con constructores de la capital conquense. Además, diseñó y construyó el edificio Casa-Cuartel de la Guardia Civil, considerado como edificio histórico y actualmente rehabilitado y habitado por particulares.

## Demografía
La Peraleja cuenta con una población de 75 habitantes (INE 2024).
| Gráfica de evolución demográfica de La Peraleja entre 1842 y 2021 |
| |
| Población de derecho según los censos de población del INE Población de hecho según los censos de población del INEEn estos censos se denominaba Peraleja: 1842, 1857 y 1860 |

| 1991 |  | 1996 |  | 2001 |  | 2004 |  | 2013 |  | 2015 |
| ---- |  | ---- |  | ---- |  | ---- |  | ---- |  | ---- |
| 195  |  | 161  |  | 154  |  | 139  |  | 114  |  | 109  |

A comienzos del siglo XX superaba el millar de habitantes, pero la Guerra Civil, que tuvo una especial incidencia en la localidad, y la emigración durante la posguerra y los años 1960 hicieron descender drásticamente su población.

## Fiestas
La patrona de La Peraleja es Nuestra Señora de la Virgen del Monte, cuya festividad se celebra el 8 de septiembre. Además, en la localidad se celebran las fiestas de San Blas, el 3 de febrero, con tradicionales hogueras en la plaza de la escuela.

## Personas notables
- José Antonio Conde (1766-1820). Arabista, helenista e historiador.
- Julio Calvo Pérez (1946-). Lingüista y académico.